# Kudiewier´
Kudiewier´ (ros. Кудеверь) – wieś (ros. село, trb. sieło) w zachodniej Rosji, w osiedlu wiejskim Bieżanickoje rejonu bieżanickiego w obwodzie pskowskim.

## Geografia
Miejscowość położona jest nad rzeką Ałola wśród jezior (Oriechowskoje, Kudiewierskoje, Bolszoje Dołgoje), 37 km od centrum administracyjnego osiedla wiejskiego i całego rejonu (Bieżanice), 134 km od stolicy obwodu (Psków).
W granicach miejscowości znajdują się ulice: Aleksandra Łosiewa, Łuszkinskaja, zaułek Kołchoznyj, Koopieratiwnaja, Lesnaja, Miedicinskaja, Nowaja, zaułek Ogorodnyj, Oziernaja, Pierwomajskaja, Pionierskaja, zaułek Pocztowyj, Prioziernaja, zaułek Riecznoj, Sowietskaja, Sportiwnaja, Szkolnaja.

## Demografia
W 2010 r. miejscowość zamieszkiwało 409 osób.